# KNVB-Pokal 1938/39
Der KNVB-Pokal 1938/39 war die 34. Auflage des niederländischen Fußball-Pokalwettbewerbs. Pokalsieger wurde WVV Wageningen. Das Team setzte sich im Finale gegen PSV Eindhoven nach Verlängerung durch.

## Modus
Alle Begegnungen wurden in einem Spiel ausgetragen. Bei unentschiedenem Ausgang kam die auswärts spielende Mannschaft eine Runde weiter.

## 1. Runde
| Datum      |                             | Ergebnis |                             |
| ---------- | --------------------------- | -------- | --------------------------- |
| 30.04.1939 | AFC Amsterdam               | 4:3      | RC Heemstede                |
| 30.04.1939 | AGOVV Apeldoorn             | 6:2      | SV Zwolsche Boys            |
| 30.04.1939 | Alkmaarsche Boys            | 1:2      | RFC Xerxes                  |
| 30.04.1939 | VV De Kennemers             | 6:1      | SV Baarn                    |
| 30.04.1939 | SV De Meteoor               | 0:0      | CVV Rotterdam               |
| 30.04.1939 | SV De Musschen              | 5:2      | VV Hoek van Holland         |
| 30.04.1939 | VV De Zeeuwen               | 3:3      | BSV Boeimeer                |
| 30.04.1939 | Doetinchemse FC             | 3:4      | VV Veenendaal               |
| 30.04.1939 | SC Emma Dordrecht Dordrecht | 4:0      | VSV Velsen                  |
| 30.04.1939 | VV Emmen                    | 4:0      | MVV Alcides                 |
| 30.04.1939 | Feijenoord Rotterdam        | 8:1      | Fortuna Vlaardingen         |
| 30.04.1939 | LVV Friesland               | 2:3      | GVAV Rapiditas              |
| 30.04.1939 | VV Gelria Velp              | 3:4      | HVV Tubantia                |
| 30.04.1939 | SV Gouda                    | 4:4      | DHC Delft                   |
| 30.04.1939 | RKSV Groene Ster            | 1:3      | VAV Juliana Spekholzerheide |
| 30.04.1939 | Heracles Almelo             | 5:3      | HVV Hengelo                 |
| 30.04.1939 | Hermes DVS                  | 2:0      | ZVV Zaandam                 |
| 30.04.1939 | VV Hillinen                 | 1:6      | VUC Den Haag                |
| 30.04.1939 | Heldersche RC               | 5:1      | VV Purmersteijn             |
| 30.04.1939 | HVC Amersfoort              | 0:2      | AVV De Spartaan             |
| 30.04.1939 | AVC La Première             | 2:5      | VV Rheden                   |
| 30.04.1939 | Martinit Schiedam           | 1:1      | RV & AV Neptunus            |
| 30.04.1939 | VV Nieuw Buinen             | 1:3      | HSC Harlingen               |
| 30.04.1939 | OSV Oostzaan                | 1:4      | Zandvoortsche VV            |
| 30.04.1939 | OVVO Amsterdam              | 3:1      | Sparta Rotterdam            |
| 30.04.1939 | PEC Zwolle                  | 5:1      | Eendracht Arnheim           |
| 30.04.1939 | RVV De Pechvogels           | 1:4      | Excelsior Rotterdam         |
| 30.04.1939 | RBC Roosendaal              | 5:0      | VV Terneuzen                |
| 30.04.1939 | RFC Rotterdam               | 1:2      | SVW Gorinchem               |
| 30.04.1939 | RFC Roermond                | 2:1      | VVV-Venlo                   |
| 30.04.1939 | SVV Scheveningen            | 1:0      | ODS Kampen                  |
| 30.04.1939 | VV Sneek                    | 1:4      | VV Heerenveen               |
| 30.04.1939 | VV Tegelen                  | 0:4      | PSV Eindhoven               |
| 30.04.1939 | GVV Unitas                  | 2:4      | Velox Utrecht               |
| 30.04.1939 | VV Veendam                  | 1:5      | Sportclub Enschede          |
| 30.04.1939 | WVV Wageningen              | 5:2      | TSV Theole                  |
| 30.04.1939 | VV Watergraafsmeer          | 0:2      | WFC Wormerveer              |
| 30.04.1939 | WVVZ Woensel                | 2:1      | VV De Valk                  |
| 30.04.1939 | VV Zwartemeer               | 3:2      | LSC 1890                    |
| 07.05.1939 | BATO Winschoten             | 0:4      | VV Leeuwarden               |
| 07.05.1939 | BFC Bussum                  | 2:1      | VV Ripperda                 |
| 07.05.1939 | VV Burgh                    | 3:1      | Zeelandia Middelburg        |
| 07.05.1939 | VSV Tonegido                | 3:4      | VV Leerdam                  |
| 07.05.1939 | TSC Oosterhout              | 2:4      | BVV Picus                   |
|            | BMT Den Haag                | Freilos  |                             |
|            | NAC Breda                   | Freilos  |                             |
|            | VV Noordpool UFC            | Freilos  |                             |

## 2. Runde
| Datum      |                             | Ergebnis |                      |
| ---------- | --------------------------- | -------- | -------------------- |
| 14.05.1939 | AGOVV Apeldoorn             | 5:1      | PEC Zwolle           |
| 14.05.1939 | CVV Rotterdam               | 2:0      | Zandvoortsche VV     |
| 14.05.1939 | BVV De Kennemers            | 3:6      | AFC Amsterdam        |
| 14.05.1939 | VV De Spartaan              | 1:1      | WFC Wormerveer       |
| 14.05.1939 | SC Emma Dordrecht Dordrecht | 3:1      | SVW Gorinchem        |
| 14.05.1939 | VV Emmen                    | 1:4      | VV Leeuwarden        |
| 14.05.1939 | Excelsior Rotterdam         | 3:2      | Feijenoord Rotterdam |
| 14.05.1939 | Hermes DVS                  | 2:3      | OVVO Amsterdam       |
| 14.05.1939 | Heldersche RC               | 0:0      | BFC Bussum           |
| 14.05.1939 | VAV Juliana Spekholzerheide | 11:20    | WVVZ Woensel         |
| 14.05.1939 | VV Leerdam                  | 2:3      | RV & AV Neptunus     |
| 14.05.1939 | VV Noordpool UFC            | 0:5      | GVAV Rapiditas       |
| 14.05.1939 | BVV Picus                   | 0:1      | NAC Breda            |
| 14.05.1939 | PSV Eindhoven               | 5:1      | RFC Xerxes           |
| 14.05.1939 | RBC Roosendaal              | 4:0      | VV Burgh             |
| 14.05.1939 | VV Rheden                   | 3:1      | Sportclub Enschede   |
| 14.05.1939 | RFC Roermond                | 5:1      | BSV Boeimeer         |
| 14.05.1939 | SVV Scheveningen            | 2:2      | BMT Den Haag         |
| 14.05.1939 | HVV Tubantia                | 3:3      | Heracles Almelo      |
| 14.05.1939 | Velox Utrecht               | 3:0      | SV De Musschen       |
| 14.05.1939 | VUC Den Haag                | 6:3      | DHC Delft            |
| 14.05.1939 | WVV Wageningen              | 3:0      | VV Veenendaal        |
| 14.05.1939 | VV Zwartemeer               | 2:4      | HSC Harlingen        |
|            | VV Heerenveen               | Freilos  |                      |

## Zwischenrunde
| Datum      |                 | Ergebnis |                             |
| ---------- | --------------- | -------- | --------------------------- |
| 21.05.1939 | AFC Amsterdam   | 1:2      | VUC Den Haag                |
| 21.05.1939 | AGOVV Apeldoorn | 05:0 1   | RFC Roermond                |
| 21.05.1939 | CVV Rotterdam   | 2:2      | OVVO Amsterdam              |
| 21.05.1939 | Heracles Almelo | 8:0      | VV Heerenveen               |
| 21.05.1939 | VV Leeuwarden   | 0:3      | Velox Utrecht               |
| 21.05.1939 | NAC Breda       | 6:0      | BMT Den Haag                |
| 21.05.1939 | RBC Roosendaal  | 0:3      | SC Emma Dordrecht Dordrecht |
| 21.05.1939 | VV Rheden       | 2:3      | VAV Juliana Spekholzerheide |

## 3. Runde
| Datum      |                             | Ergebnis |                  |
| ---------- | --------------------------- | -------- | ---------------- |
| 29.05.1939 | BFC Bussum                  | 1:0      | AGOVV Apeldoorn  |
| 29.05.1939 | SC Emma Dordrecht Dordrecht | 2:3      | Velox Utrecht    |
| 29.05.1939 | Excelsior Rotterdam         | 9:2      | HSC Harlingen    |
| 29.05.1939 | GVAV Rapiditas              | 2:2      | RV & AV Neptunus |
| 29.05.1939 | VAV Juliana Spekholzerheide | 1:2      | PSV Eindhoven    |
| 29.05.1939 | OVVO Amsterdam              | 2:0      | NAC Breda        |
| 29.05.1939 | VUC Den Haag                | 4:3      | Heracles Almelo  |
| 29.05.1939 | WFC Wormerveer              | 0:6      | WVV Wageningen   |

## Viertelfinale
| Datum      |                | Ergebnis |                     |
| ---------- | -------------- | -------- | ------------------- |
| 04.06.1939 | BFC Bussum     | 2:1      | RV & AV Neptunus    |
| 04.06.1939 | OVVO Amsterdam | 2:2      | Velox Utrecht       |
| 04.06.1939 | PSV Eindhoven  | 6:0      | Excelsior Rotterdam |
| 04.06.1939 | WVV Wageningen | 5:0      | VUC Den Haag        |

## Halbfinale
| Datum      |               | Ergebnis |                |
| ---------- | ------------- | -------- | -------------- |
| 11.06.1939 | BFC Bussum    | 3:4      | PSV Eindhoven  |
| 11.06.1939 | Velox Utrecht | 1:2      | WVV Wageningen |

## Finale
| WVV Wageningen                 | WVV Wageningen | PSV Eindhoven | PSV Eindhoven |
| ------------------------------ | --- | --- | ------------- |
| WVV Wageningen                 | \| 18. Juni 1939 in Arnheim \| \| Ergebnis: 2:1 n. V. (1:1, 1:0) \| \| Zuschauer: 3.500 \| \| Schiedsrichter: Hans Boekman \| \| Spielbericht \| | \| 18. Juni 1939 in Arnheim \| \| Ergebnis: 2:1 n. V. (1:1, 1:0) \| \| Zuschauer: 3.500 \| \| Schiedsrichter: Hans Boekman \| \| Spielbericht \| | PSV Eindhoven |
| WVV Wageningen                 | 1:0 Willy Zittersteijn (45.) 2:1 Willy Zittersteijn (95.)                                                                                        | 1:1 Frans Hunting (50.) | PSV Eindhoven |
| 18. Juni 1939 in Arnheim       | | |               |
| Ergebnis: 2:1 n. V. (1:1, 1:0) | | |               |
| Zuschauer: 3.500               | | |               |
| Schiedsrichter: Hans Boekman   | | |               |
| Spielbericht                   | | |               |